# Xã Ridley, Quận Delaware, Pennsylvania
Xã Ridley (tiếng Anh: Ridley Township) là một xã thuộc quận Delaware, tiểu bang Pennsylvania, Hoa Kỳ. Năm 2010, dân số của xã này là 30.768 người.